# میکالای استادوب
میکالای استادوب (به بلاروسی: Мікалай Стадуб؛ زادهٔ ۱۸ نوامبر ۱۹۹۱) یک کشتی‌گیر فرنگی‌کار اهل بلاروس است.
وی در مسابقات قهرمانی کشتی اروپا در سال ۲۰۲۱ موفق به کسب مدال برنز دسته ۹۷ کیلوگرم شده است.